# Windermere (Florida)
Windermere è una città degli Stati Uniti d'America, situata in Florida, nella Contea di Orange.